# Szczątki subfosylne

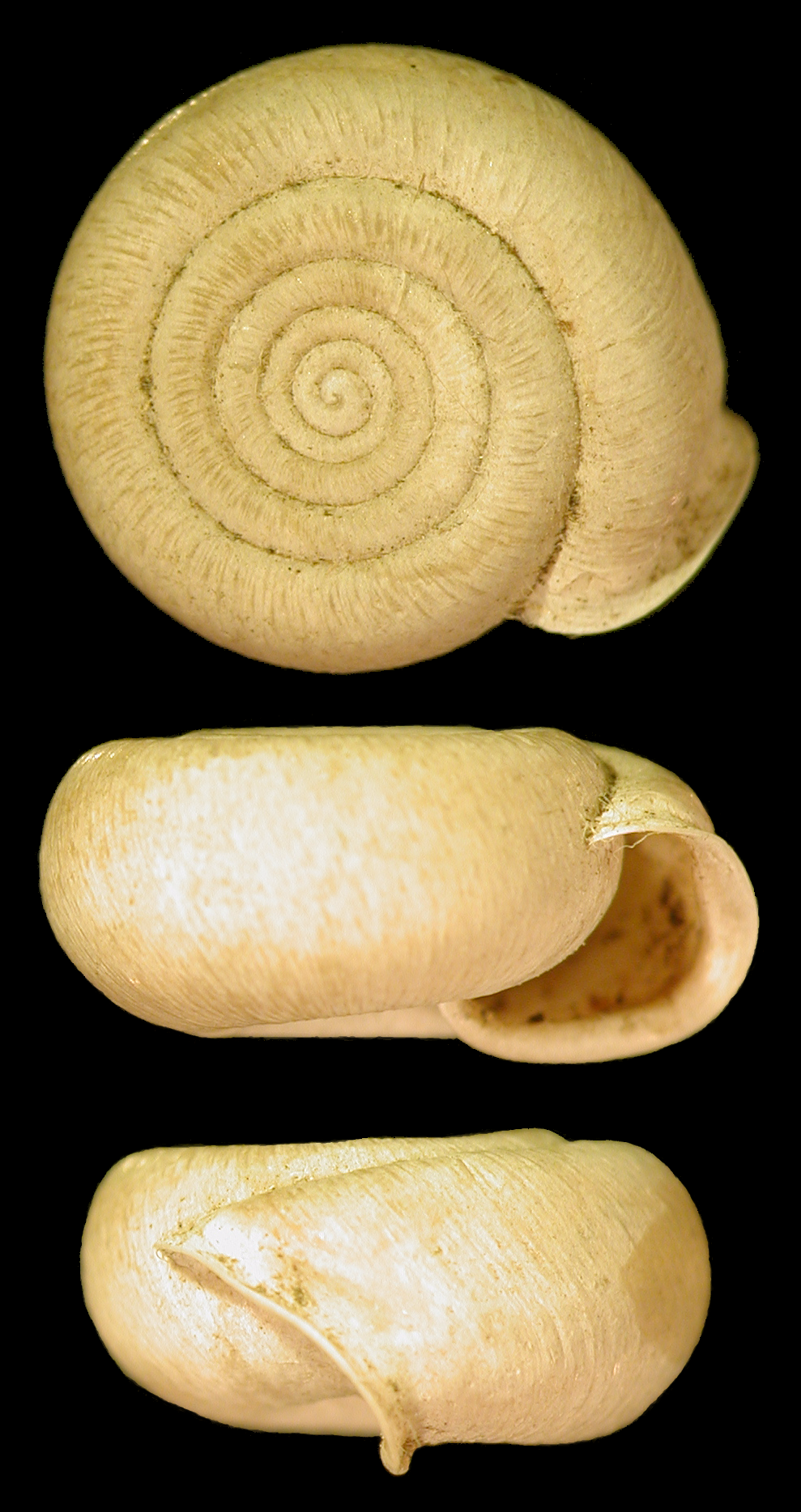
Muszla holoceńskiego ślimaka lądowego Helicodonta obvoluta, Holandia

Szczątki subfosylne – pozostałości organizmów żywych, które zmarły w geologicznej skali czasu niedawno, w holocenie, a nawet w czasach historycznych. Tylko częściowo zdążyły one ulec procesowi fosylizacji, czyli przemianie w skamieniałości.